# Paule de Lestang
Paule de Lestang, née le 12 décembre 1875 à Lyon et morte dans la même ville le 14 juin 1968, est une cantatrice et pianiste française.

## Biographie
Née Pauline Caloin et veuve en 1893, en premières noces de Maurice de Lestang dont elle garda le nom pour sa carrière, elle épouse le 3 juillet 1936, à Paris, Léon Vallas, musicologue et critique musical au Progrès de Lyon.